# Laosaurus
Laosaurus là một chi khủng long, được Marsh mô tả khoa học năm 1878.